# Miguel Márquez
Pour les articles homonymes, voir Márquez.
Miguel Márquez Martín, né le 5 mars 1946 à Fuengirola (Espagne, province de Malaga), mort le 27 mars 2007 à Los Barrios (Espagne, province de Cadix), est un matador espagnol.

## Carrière
- Alternative : Malaga (Espagne) le 3 mars 1968. Parrain, Antonio Ordóñez ; témoin, Miguel Mateo « Miguelín ». Taureaux de la ganadería de Núñez Hermanos.
- Confirmation d’alternative à Madrid : 17 mai 1968. Parrain, Antonio Ordóñez ; témoin,  Rafael Jiménez « Chicuelo ». Taureaux de la ganadería du comte de la Corte.
- Premier de l’escalafón en 1968 et 1969